# Mihovec
Mihovec – wieś w Słowenii, w gminie miejskiej Novo mesto. W 2018 roku liczyła 31 mieszkańców.